# Satake Yoshinobu
Satake Yoshinobu est un nom japonais traditionnel ; le nom de famille (ou le nom d'école), Satake, précède donc le prénom (ou le nom d'artiste).
Satake Yoshinobu (佐竹 義宣, 17 août 1570-5 mars 1633) est un daimyo japonais de l'époque Azuchi Momoyama et du début de l'époque d'Edo. Fils de Satake Yoshishige, il est le premier gouverneur du domaine de Kubota. Son titre de cour était ukyō-dayū.

## Biographie
Alors qu'il est encore jeune, la famille Satake est menacée au nord par Date Masamune et au sud par Hōjō Ujinao. Néanmoins, il prête rapidement allégeance à Toyotomi Hideyoshi durant le siège d'Odawara et peut conserver ses terres. Sous la bannière de Hideyoshi, il fait partie des six grands généraux du clan Toyotomi avec Tokugawa Ieyasu, Maeda Toshiie, Shimazu Yoshihiro, Mōri Terumoto, et Uesugi Kagekatsu. Après le siège d'Odawara, Yoshinobu étend son contrôle sur toute la province de Hitachi et gouverne bientôt un territoire privé de 540 000 koku.
Yoshinobu était en bons termes avec Ishida Mitsunari et rejoint l'armée de l'Ouest durant la bataille de Sekigahara. Avec la défaite, il est puni par Ieyasu qui réduit son territoire à 180 000 koku et est transféré au domaine de Kubota dans la province de Dewa. Lors du siège d'Osaka, il combat les commandants de Toyotomi tels que Kimura Shigenari ou Gotō Matabei.

## Source de la traduction
- (en) Cet article est partiellement ou en totalité issu de l’article de Wikipédia en anglais intitulé « Satake Yoshinobu » (voir la liste des auteurs).